# Causas da Revolução Francesa

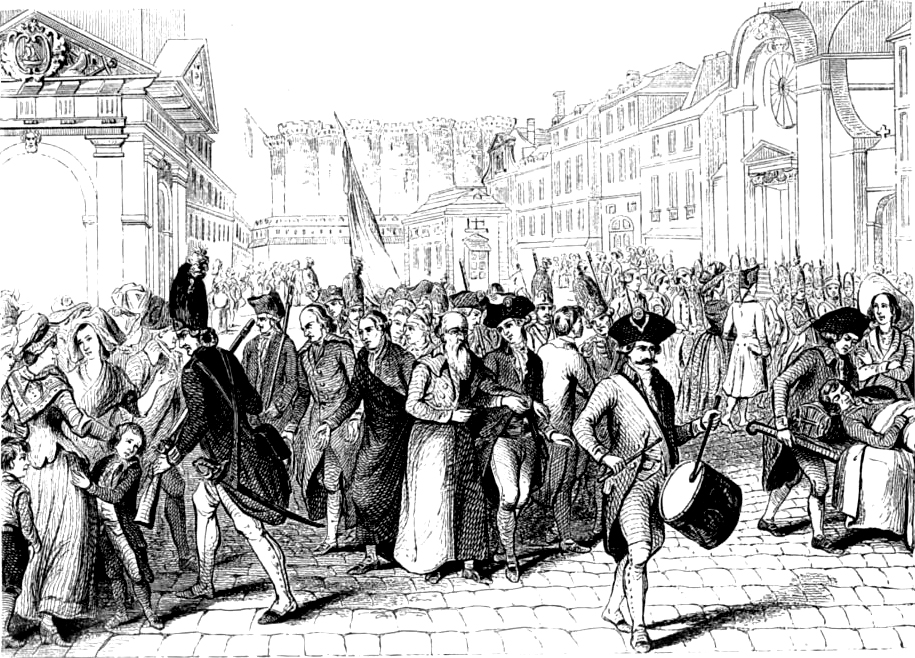
Horas antes da Tomada da Bastilha: A Revolução Francesa foi o resultado de um ambiente político, econômico, social e intelectual construído na década de 1780.

As causas da Revolução Francesa podem ser divididas em quatro grupos: políticas, econômicas, sociais e intelectuais. A revolução foi apenas o resultado de um ambiente construído a partir destes diversos fatores. Entre estes, podem-se destacar o envolvimento da França em várias guerras, os altos gastos da Corte de Luís XVI da França, o antigo regime francês, a ascensão da burguesia, a manutenção do mercantilismo e os ideais do Iluminismo.
O estopim para a Revolução Francesa se deu devido a situação da França em 1787, após o colapso financeiro no ano anterior. O país acumulou vultosa dívida e sua renda era suficiente apenas para pagar os juros e os custos da Corte. A fim de angariar mais fundos para pagamento das dívidas, Luís XVI buscou implantar um novo imposto sobre a propriedade dos notáveis - nobreza e clero -, o que foi rejeitado pela Assembleia dos Notáveis, e fez com que o rei convocasse a Assembleia dos Estados Gerais em 1789, instituição que não era reunida desde 1614.
Após discordância quanto ao sistema de votação, entre o voto tradicional no qual cada classe teria direito a um voto sem levar em conta o número de deputados e o voto "cabeça por cabeça", o Terceiro Estado, defensor do último modelo, proclamou-se em Assembleia Nacional. Temeroso com as implicações da elevação do poder do Terceiro Estado frente às duas outras classes, Luís XVI interveio, impedindo as reuniões, e realizando uma sessão real na qual anunciou as reformas que tencionava decretar e a manutenção da separação de classes com sessões em salas separadas. Frente a desobediência pelo Primeiro e Terceiro Estados, a Assembleia Geral torna-se Assembleia Nacional Constituinte, invocando direito de propor as reformas que desejar. Tal exemplo se espalha por toda a França, gerando anarquia. A monarquia, então, decidiu dissolver a Assembleia, e o povo, sentindo-se ameaçado, insurgiu-se.
As causas da revolução francesa são remotas a imediatas.Entre as do primeiro grupo, há de considerar que a França passava por um período de crise financeira. A causa mais forte da revolução foi a econômica, já que as causas sociais, como de costume, não conseguem ser ouvidas por si sós. No meio do caos econômicos e do descontentamento geral, Luis 16 da França não conseguiu promover reformas tributárias, impedido pela nobreza e pelo clero, que não "queriam dar os anéis para salvar os dedos".

## Questões sociais

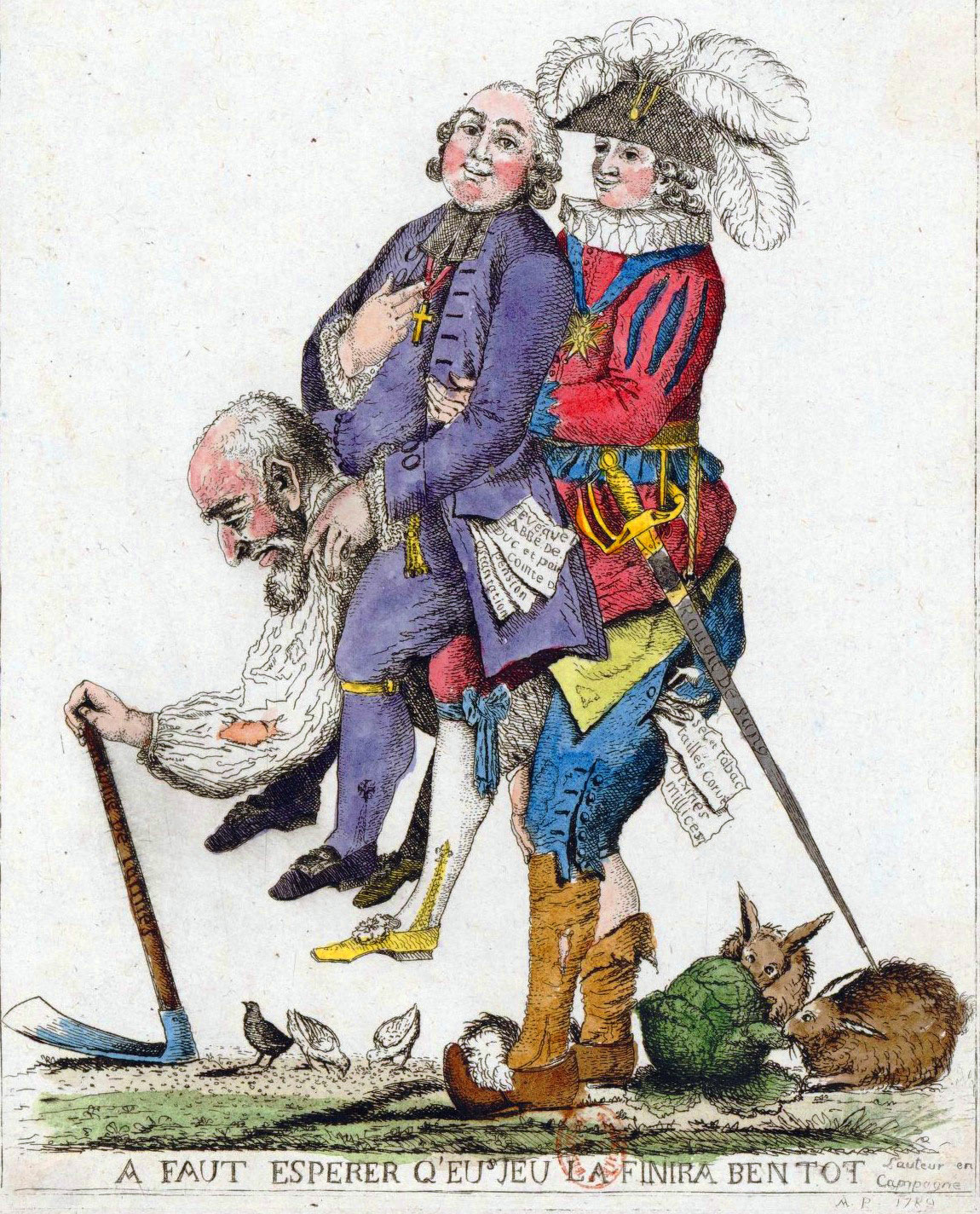
O Terceiro-Estado carregando o Primeiro e o Segundo Estados nas costas.

A sociedade francesa da segunda metade do século XVIII possuía dois grupos muito privilegiados:
- o Clero ou Primeiro Estado, composto pelo Alto Clero, que representava 0,5% da população francesa, era identificado com a nobreza e negava reformas, e pelo Baixo Clero, identificado com o povo, e que as reclamava;
- a Nobreza, ou Segundo Estado, composta por uma camada palaciana ou cortesã, que sobrevivia à custa do Estado, por uma camada provincial, que se mantinha com as rendas dos feudos, e uma camada chamada Nobreza Togada, em que alguns juízes e altos funcionários burgueses adquiriram os seus títulos e cargos, transmissíveis aos herdeiros. Aproximava-se de 1,5% dos habitantes.
- Esses dois grupos (ou Estados) oprimiam e exploravam o Terceiro Estado, constituído por burgueses, camponeses sem terra e os "sans-culottes", uma camada heterogênea composta por artesãos, aprendizes e proletários, que tinham este nome graças às calças simples que usavam, diferentes dos tecidos caros utilizados pelos nobres. Os impostos e contribuições para o Estado, o clero e a nobreza incidiam sobre o Terceiro Estado, uma vez que os dois últimos não só tinham isenção tributária como ainda usufruíam do tesouro real por meio de pensões e cargos públicos.

A França ainda tinha grandes características feudais: 80% de sua economia era agrícola. Quando uma grande escassez de alimentos ocorreu devido a uma onda de frio na região, a população foi obrigada a mudar-se para as cidades e lá, nas fábricas, era constantemente explorada e a cada ano tornava-se mais miserável. Vivia à base de pão preto e em casas de péssimas condições, sem saneamento básico e vulneráveis a muitas doenças.

## Fome
Uma série de fracassos na agricultura causou uma falta de grãos, consequentemente elevando o preço do pão. Uma vez que o pão era a principal fonte de nutrição para os camponeses, isto levou à inanição. Os dois anos anteriores à revolução (1788-1789) viu colheitas ruins e invernos rigorosos, possivelmente devido a um forte ciclo El Niño causado pela erupção do Laki na Islândia, em 1783. A pequena idade do gelo também estava afetando a agricultura: muitas outras áreas da Europa havia adotado a batata como um alimento básico nesta época, porém os franceses a recusaram como comida suja ou a comida do diabo. A batata era mais resistente a temperaturas baixas durante a pequena era do gelo e não era facilmente destruída pela tática de guerra de terra queimada. Muitos camponeses contavam com a caridade para sobreviver, e tornaram-se uma classe com a ambição de contratacar a desigualdade social e colocar um fim a falta de alimento. O 'tumulto do pão' evoluiu para uma causa central da Revolução Francesa. Urbanização em massa coincidindo com o início da Revolução Industrial levou os residentes a se mudarem para as cidades francesas procurando emprego, gerando a uma superlotação que piorou as condições de vida.

## Motivos econômicos
As causas econômicas também eram estruturais. As riquezas eram mal distribuídas; a crise produtiva manufatureira estava ligada ao sistema corporativo, que fixava quantidade e condições de produtividade. Isso descontentou a burguesia.

## Fatores políticos

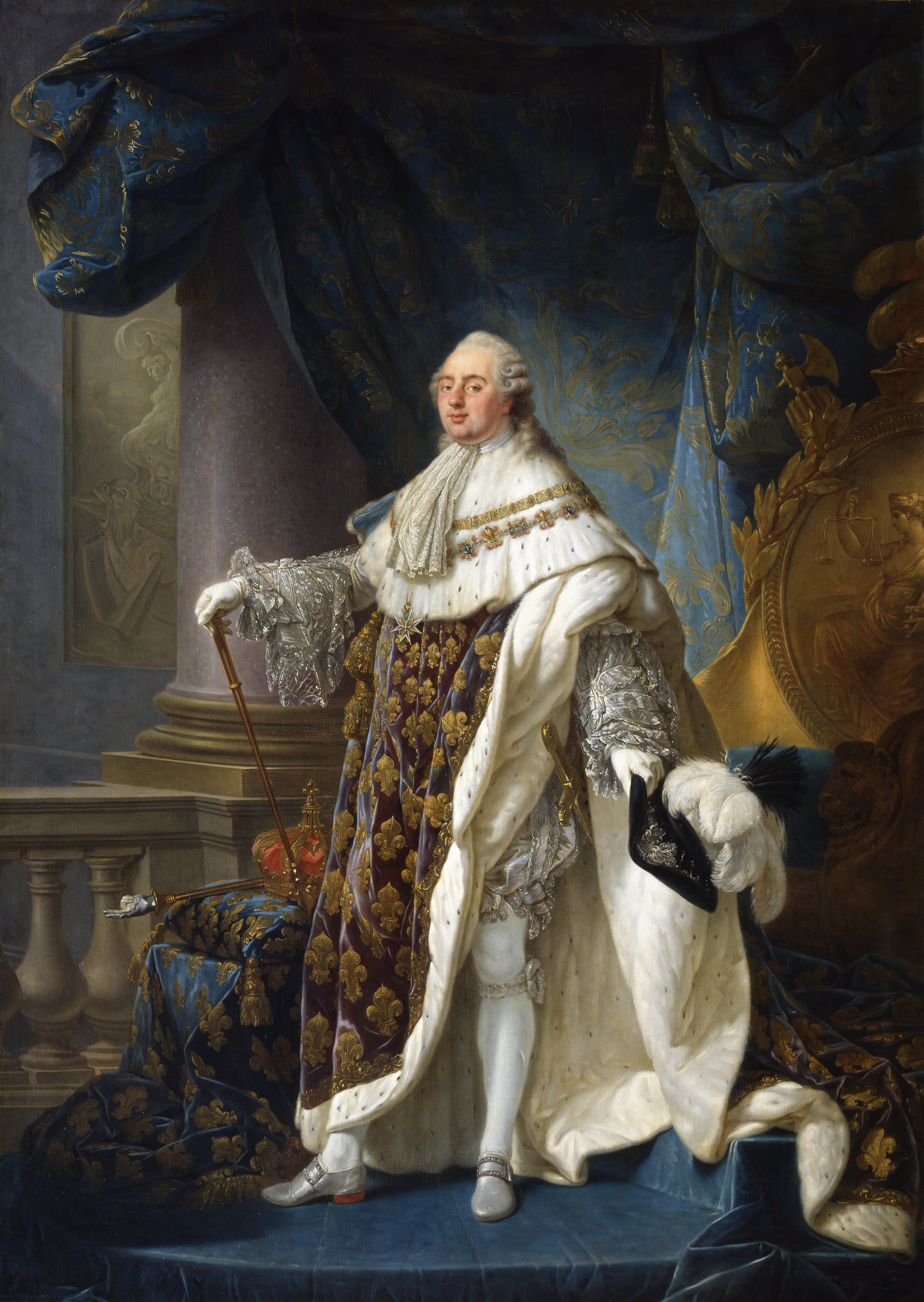
Antoine-François Callet - Louis XVI, rei da França.

Em Fevereiro de 1787, o ministro das finanças, Loménie de Brienne, submeteu a uma Assembleia de Notáveis, escolhidos de entre a nobreza, clero, burguesia e burocracia, um projeto que incluía o lançamento de um novo imposto sobre a propriedade da nobreza e do clero. Esta Assembleia não aprovou o novo imposto, pedindo que o rei Luís XVI convocasse os Estados-Gerais.
Em 8 de Agosto, o rei concordou, convocando os Estados Gerais para Maio de 1789. Fazendo parte dos trabalhos preparatórios da reunião dos Estados Gerais, começaram a ser escritos os tradicionais cahiers de doléances, onde se registraram as queixas das três ordens.
O Parlamento de Paris proclama então que os Estados Gerais se deveriam reunir de acordo com as regras observadas na sua última reunião, em 1614. Aproveitando a lembrança, o Clube dos Trinta começa imediatamente a lançar panfletos defendendo o voto individual inorgânico - "um homem, um voto" - e a duplicação dos representantes do Terceiro Estado. Várias reuniões de Assembleias provinciais, como em Grenoble, já o haviam feito.
Jacques Necker, de novo ministro das finanças, manifesta a sua concordância com a duplicação dos representantes do Terceiro Estado, deixando para as reuniões dos Estados a decisão quanto ao modo de votação – orgânico (pelas ordens) ou inorgânico (por cabeça). Serão eleitos 291 deputados para a reunião do Primeiro Estado (Clero), 270 para a do Segundo Estado (Nobreza), e 578 deputados para a reunião do Terceiro Estado (burguesia e pequenos proprietários).
Entretanto, multiplicam-se os panfletos, surgindo nobres como o conde d'Antraigues, e clérigos como o bispo Sieyès, a defender que o Terceiro estado era todo o Estado. Escrevia o bispo Sieyès, em Janeiro de 1779: “O que é o terceiro estado? Tudo. O que é que tem sido até agora na ordem política? Nada. O que é que pede? Tornar-se alguma coisa”.
A reunião dos Estados Gerais, como previsto, iniciou-se em 5 de Maio de 1789.

## Causas intelectuais
A reavaliação das bases jurídicas do Antigo Regime foi montada à luz do pensamento Iluminista, representado por Voltaire, Diderot, Montesquieu, John Locke, Rousseau, Immanuel Kant etc. Eles criaram uma base de pensamentos que criticava as estruturas políticas e sociais absolutistas e além de fornecerem os ideais liberais.